# Rohr im Kremstal
Rohr im Kremstal osztrák község Felső-Ausztria Steyrvidéki járásában. 2019 januárjában 1404 lakosa volt. 

## Elhelyezkedése

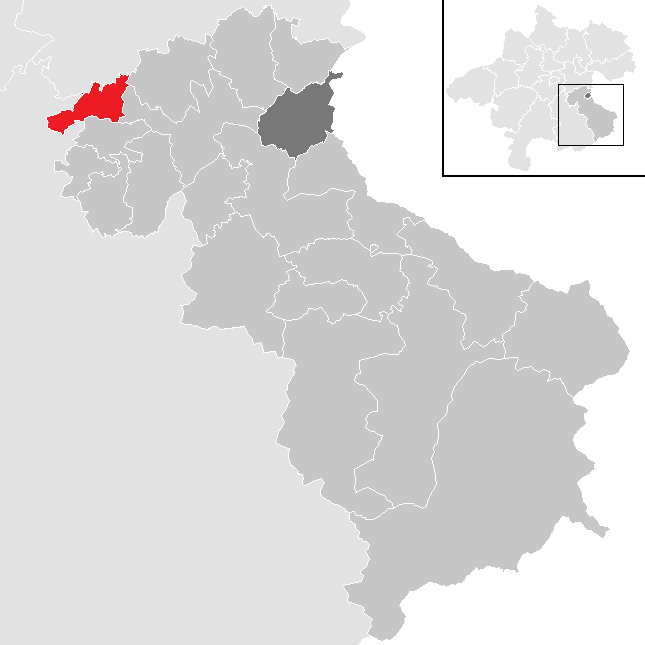
Rohr im Kremstal a Steyrkörnyéki járásban

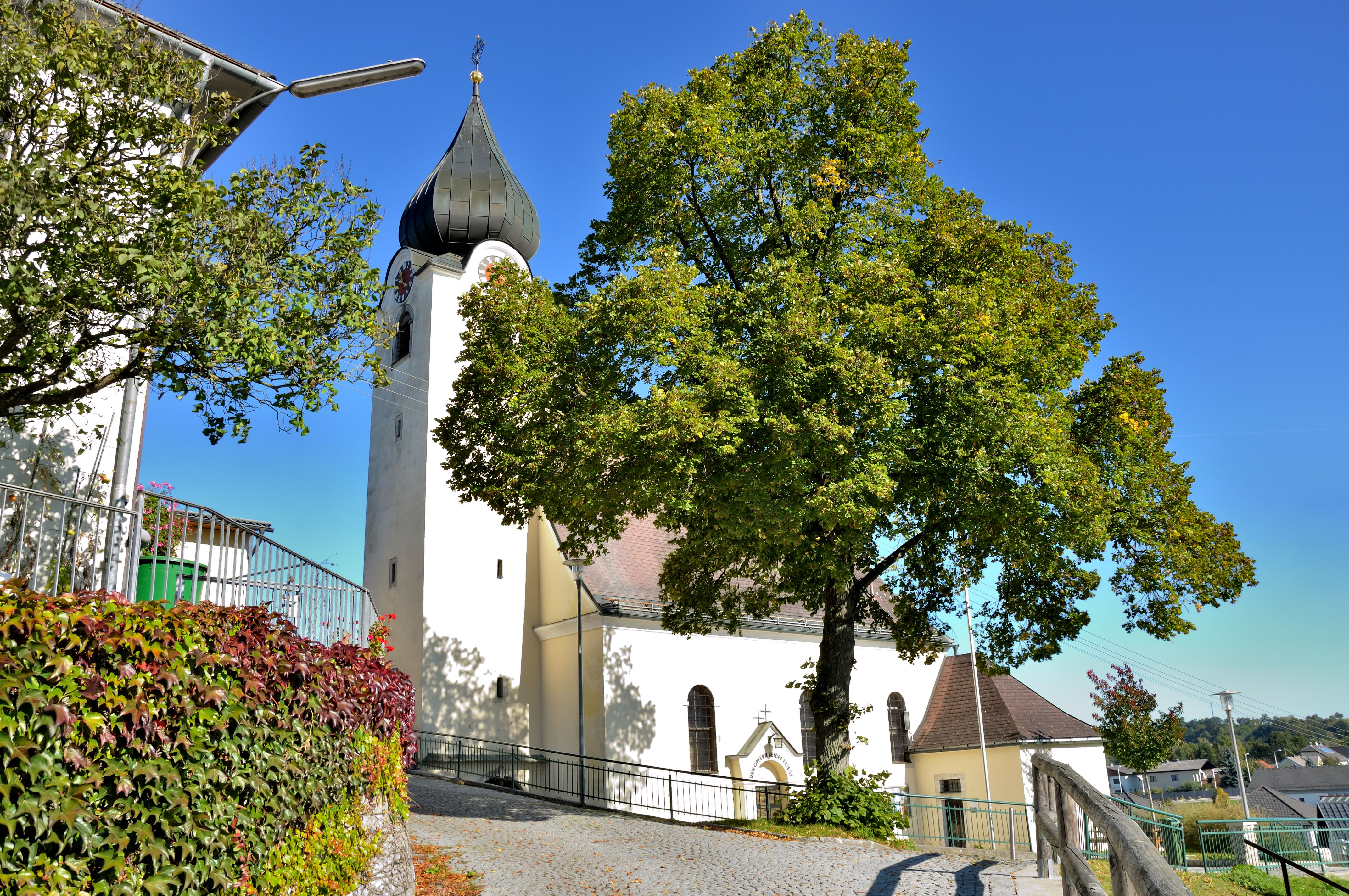
A Szűz Mária-mennybevétele-plébániatemplom

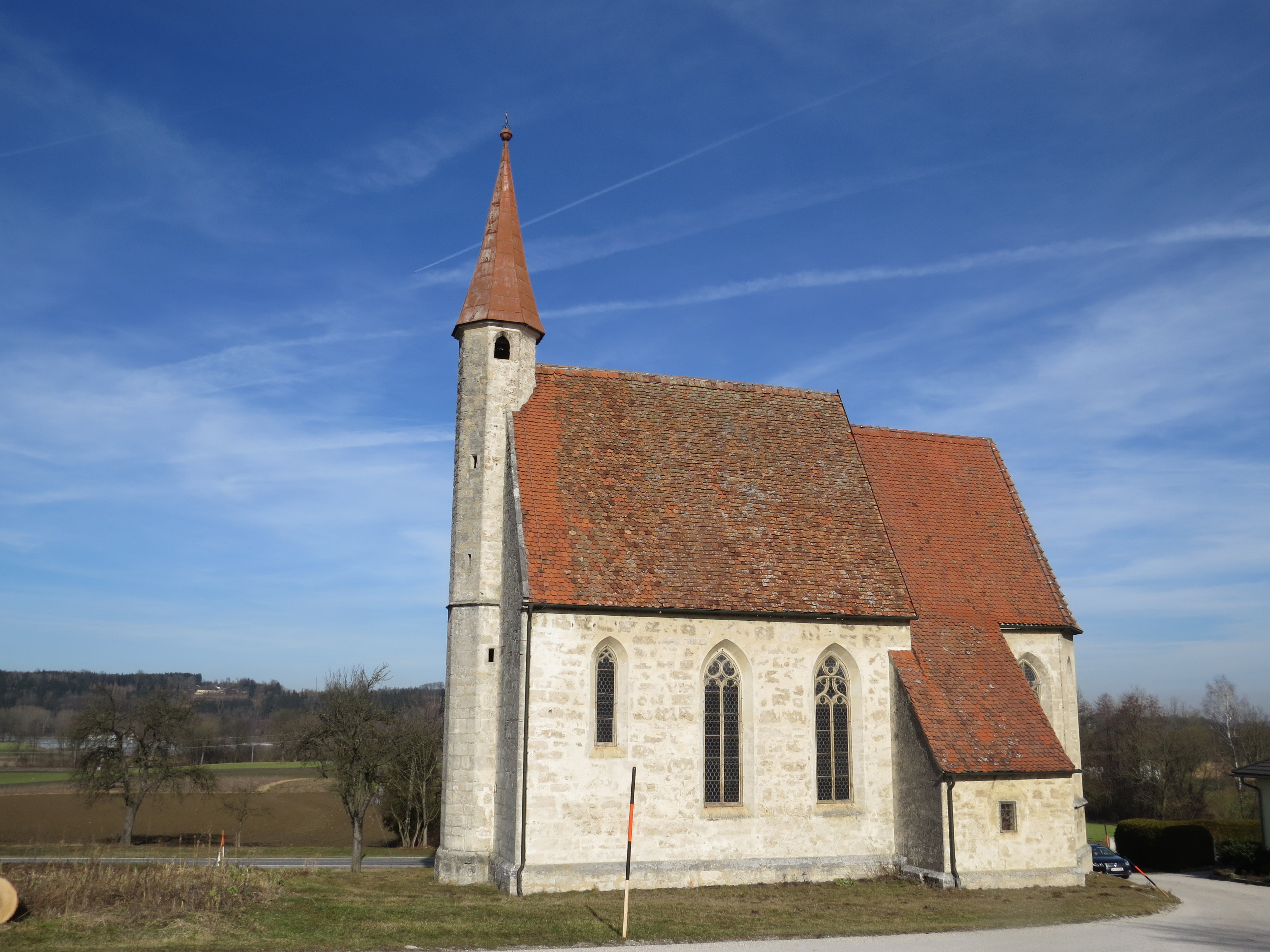
Az oberrohri Szt. Péter és Pál-templom

Rohr im Kremstal a tartomány Traunviertel régiójában fekszik, a Grundlbach folyó mentén. Északi határát a Krems folyó alkotja. Területének 5,9%-a erdő, 83,1% áll mezőgazdasági művelés alatt. Az önkormányzat 7 településrészt és falut egyesít: Brandstatt (18 lakos 2019-ben), Fierling (27), Furtberg (4), Haselberg (50), Krottendorf (36), Oberrohr (96) és Rohr im Kremstal (1173). 
A környező önkormányzatok: északkeletre Schiedlberg, keletre Sierning, délre Bad Hall, nyugatra Kremsmünster, északra Kematen an der Krems és Piberbach.  

## Története
A község területe eredetileg a Bajor Hercegséghez tartozott, a 12. században került Ausztriához. A 11. század végén a bajor Rohr nemzetség épített egy várat a mai templomdombon, amely azonban a 16. századra romba dőlt. A Rohrok már 1300 körül átköltöztek a Brandenburgi őrgrófságba. 
Rohr egyházközsége 1785-ben alakult meg, II. József egyházreformját követően. A napóleoni háborúk során a községet több alkalommal megszállták az ellenséges hadseregek. A köztársaság 1918-as megalakulásakor Rohrt Felső-Ausztria tartományhoz sorolták. Miután Ausztria 1938-ban csatlakozott a Német Birodalomhoz, az Oberdonaui gau része lett; a második világháború után visszakerült Felső-Ausztriához.

## Lakosság
A Rohr im Kremstal-i önkormányzat területén 2019 januárjában 1404 fő élt. A lakosságszám 1981 óta gyarapodó tendenciát mutat. 2017-ben a helybeliek 93,2%-a volt osztrák állampolgár; a külföldiek közül 0,9% a régi (2004 előtti), 2,8% az új EU-tagállamokból érkezett. 2,2% a volt Jugoszlávia (Szlovénia és Horvátország nélkül) vagy Törökország, 0,9% egyéb országok polgára volt. 2001-ben a lakosok 87,3%-a római katolikusnak, 5,8% evangélikusnak, 1,7% mohamedánnak, 4,2% pedig felekezeten kívülinek vallotta magát. Ugyanekkor 3 magyar élt a községben; a legnagyobb nemzetiségi csoportot a német (95,6%) mellett a törökök alkották 1,4%-kal.
A népesség változása:

| 2016 | 1 312 |
| 2018 | 1 374 |

## Látnivalók
- az 1660-ban épült Szűz Mária mennybevétele-plébániatemplom
- az 1476-ban épült oberrohri Szt. Péter és Pál-plébániatemplom

## Fordítás
- Ez a szócikk részben vagy egészben  a   Rohr im Kremstal című német Wikipédia-szócikk ezen változatának fordításán alapul.  Az eredeti cikk szerkesztőit annak laptörténete sorolja fel. Ez a jelzés csupán a megfogalmazás eredetét és a szerzői jogokat jelzi, nem szolgál a cikkben szereplő információk forrásmegjelöléseként.